# Opoqueri
Opoqueri ist eine Ortschaft im Departamento Oruro im Hochland des südamerikanischen Anden-Staates Bolivien.

## Lage im Nahraum
Opoqueri ist der zentrale Ort des Kanton Opoqueri im Municipio Corque in der Provinz Carangas. Opoqueri liegt auf einer Höhe von 3783 m über dem Meeresspiegel auf dem bolivianischen Altiplano etwa 60 Kilometer nördlich des Salzsees Salar de Coipasa.

## Geographie
Das Klima im Raum Opoqueri ist semiarid und weist eine kurze Regenzeit im Sommer auf, der Jahresniederschlag liegt bei knapp 300 mm (siehe Klimadiagramm Turco). Die Jahresdurchschnittstemperatur liegt bei gut 6 °C ohne wesentliche Schwankungen im Jahresverlauf, aber mit starken Tagesschwankungen der Temperatur und häufigem Frostwechsel.
Die Vegetation entspricht der semiariden Puna. Sie ist baumlos und setzt sich vor allem aus Dornsträuchern, Gräsern, Sukkulenten und Polsterpflanzen zusammen. Sie wird wirtschaftlich als Lama-, Alpaka- und Schafweide genutzt.

## Verkehrsnetz
Opoqueri liegt in einer Entfernung von 114 Straßenkilometern südwestlich von Oruro, der Hauptstadt des Departamentos.
Von Oruro aus führt die unbefestigte Nationalstraße Ruta 12 über Toledo und Ancaravi nach Opoqueri und weiter über Huachacalla und Pisiga an der chilenischen Grenze nach Colchane in Chile.
Acht Kilometer nordöstlich der Ortschaft überquert die Ruta 12 den Río Barras, der über die meiste Zeit des Jahres 20 Kilometer südlich von Opoqueri in der Puna versickert und nur in den regenreichen Monaten Januar bis März weiter in den Salar de Coipasa fließt.

## Bevölkerung
Die Einwohnerzahl des Ortes ist in den vergangenen beiden Jahrzehnten auf etwa das Vierfache angestiegen:
| Jahr | Einwohner | Quelle       |
| ---- | --------- | ------------ |
| 1992 | 236       | Volkszählung |
| 2001 | 582       | Volkszählung |
| 2012 | 1042      | Volkszählung |
| 2024 |           | Volkszählung |

Die Region weist einen hohen Anteil indigener Bevölkerung auf, im Municipio Corque sprechen 89,7 Prozent der über 6-Jährigen Aymara.